# دوبان
دوبان هو موقع ويب من نوع خدمة شبكة اجتماعية أنشئ في 6 مارس 2005، يقع مقره الرئيسي في الصين، وهو متوفر باللغة الصينية.

## أنطر أيضاً
- أنوبي

## وصلات خارجية
- الموقع الرسمي